# Tomasz Hołuj
Tomasz Hołuj (ur. 22 października 1947 w Krakowie) – polski malarz, poeta, muzyk. Syn pisarza, Tadeusza Hołuja.
Publikował poezję, zanim zaczął wystawiać obrazy. Zamieszczało je Życie Literackie a potem Młoda Kultura. Był członkiem oraz współzałożycielem grupy muzycznej Osjan. Uczestniczył w niej aktywnie od początku lat 70' do 1983 roku. W tym czasie również wydawał swoją poezję.
Po Liceum Plastycznym w Krakowie przyszedł czas na Akademie Sztuk Pięknych, wydział malarstwa i pracownie profesora Nowosielskiego. Pasją jednak, już od lat licealnych, była perkusja. Spotkanie Marka Jackowskiego i Jacka Ostaszewskiego zaowocowało założeniem tria Osjan, gdzie Hołuj grał od pierwszego występu grupy przez 12 lat, dając około 1000 koncertów. Trio po roku 1975 stało się duetem Ostaszewski - Hołuj. W 1976 roku pojawili się muzycy, Dimitrios "Milo" Kurtis i Zygmunt Kaczmarski. Obaj zostali zaproszeni  do wspólnej gry przez Hołuja, który w 1979 roku opuścił zespół z powodu wyjazdu na intensywny trening Zen do USA.
Po powrocie ze Stanów Tomasz Hołuj został wybrany przewodniczącym Związku Buddystów Zen i w tej roli organizował, wbrew woli SB i władz PRL, osadnictwo buddystów Zen i ośrodki medytacyjne w Przesiece i Zachełmiu, pod Jelenią Górą, pomimo utrudnień Stanu  Wojennego.
W 1982 Hołuj powrócił do Osjan, którego szeregi zasilił Wojciech Waglewski. Jako kwartet Osjan dał kilkaset koncertów w PRL i w Zachodniej Europie. W roku 1983 Tomasz Hołuj ostatecznie opuścił grupę Osjan, aby stać się częścią trio Tomasza Stańki (Stańko, Szczurek, Hołuj). W 1984 roku wyjechał na stałe do Szwecji, gdzie intensywnie zajął się malarstwem oraz wystawianiem swoich prac. Zajął się również organizowaniem buddyjskich grup medytacyjnych Chan i Zen.